# Bento Ribeiro Cabulo
Alberto do Carmo Bento Ribeiro "Cabulo" (Luanda, 21 de dezembro de 1941 — Lisboa, 14 de março 2021) foi um engenheiro eletricista, político e diplomata angolano.

## Biografia
Nasceu em 21 de dezembro de 1941, na cidade de Luanda. Era filho de Manuel Bento Ribeiro e de Isaura de Faria Bento Ribeiro. Seu pai, Manuel Bento Ribeiro, era um dos membros-fundadores do maior grupo nacionalista pré-guerra de independência de Angola, a Liga Nacional Africana.
Iniciou sua graduação em engenharia elétrica na Universidade Técnica da Renânia do Norte-Vestfália em Aachen, na Alemanha, concluindo-a pela Universidade de Lisboa, em Portugal.
Aproximou-se e filiou-se ao Movimento Popular de Libertação de Angola (MPLA) em 1959/1960. Chegou a colaborar financeiramente para a realização dos ataques à Luanda em fevereiro de 1961, a ação que deu início à Guerra de Independência de Angola.
Na década de 1970 serviu como comandante militar no destacamento de comunicações da base de Cassamba, na Frente Leste do MPLA, tendo como companheiros Inga Van-Dúnem, Félix Bagorro, Joaquim "Quim" Rangel Varela e Alexandre Moreira Bastos "Sacha".
Após a independência de Angola, serviu vários cargos, primeiro como Secretário de Estado de Comunicações, entre 1976 e 1978, e depois como Ministro da Indústria e Energia, onde ficou como responsável, até 1984, pelas áreas de indústria, geologia, mineração e petróleos. Foi membro da Assembleia Nacional de Angola de 1980 a 1986, e docente na Faculdade de Engenharia da Universidade Agostinho Neto em Luanda.
Entre 1990 e 2011 foi embaixador de Angola na Namíbia, no Zimbábue, na Chéquia e na Alemanha.
Foi embaixador de Angola nos Estados Unidos de 2011 a 2014. Apresentou a sua carta de acreditação ao Departamento de Estado dos Estados Unidos em 1 de setembro de 2011, e as suas credenciais ao presidente Barack Obama em 9 de setembro de 2011. Foi o quarto embaixador angolano nos Estados Unidos, desde o estabelecimento de relações diplomáticas entre os dois países em 1993.
Sua última posição diplomática foi como embaixador de Angola nos Países Baixos.
Faleceu em Lisboa em 14 de março de 2021.

## Vida pessoal
Bento Ribeiro Cabulo era casado com a Embaixatriz Maria Odete Guimarães Bento Ribeiro, com quem tinha cinco filhos.